# Janet Maslin
Janet R. Maslin (née le 12 août 1949 à New York) est une journaliste américaine ayant principalement écrit des critiques cinématographiques et littéraires pour The New York Times.

## Biographie
Titulaire d'un B.A. en mathématiques de l'université de Rochester à New York en 1970, Janet Maslin embrasse une carrière de critique musical dans The Boston Phoenix et Rolling Stone, puis de critique cinéma dans Newsweek et The New York Times. Recrutée par Vincent Canby, elle travaille pour le New York Times de 1977 à 1999, dirigeant le service à partir de 1993. Maslin et Canby forment alors un duo de journalistes populaire. Depuis 1999, elle écrit des critiques littéraires dans le New York Times.